# 토요일이 온다
《토요일이 온다》는 SBS에서 방송되었던 예능 프로그램이다.

## 방송 일정
- 2002년 1월 19일부터 2002년 7월 6일까지 : 매주 토요일 저녁 6시 ~ 8시 (120분)

## 진행자
- 김미화
- 유정현
- 예지원 (도중하차)
- 강타 (도중하차)
- 문희준 (도중하차)
- 유진 (도중하차)
- 전진 (도중하차)
- 이휘재 (2002년 봄 개편부터 투입)
- 유재석 (2002년 봄 개편부터 투입)
- 송은이 (2002년 봄 개편부터 투입)
- 안선영 (2002년 봄 개편부터 투입)

## 역대 코너
- 신개념 청소년 드라마 리얼스쿨
- 세기의 대결
- 옥상탈출
- 고향에 가자

## 이모저모
《쇼!일요천하》 및 《스타 GO GO》와 함께 2002년 초 소규모 예능 개편의 일환으로 신설된 프로그램 중 하나이다. 프로그램은 1부와 2부로 구성되어 있었으며, 1부는 당시 SM 엔터테인먼트 소속이었던 강타, 문희준, 유진, 전진과 개그맨 김영철이 진행을 맡았다. 2부는 김미화, 예지원, 유정현이 진행하였다.
2002년 봄 개편 시기에는 2부의 '고향에 가자' 코너에서 MC로 활약하던 탤런트 예지원이 연기 활동에 전념하기 위해 강타, 문희준, 유진, 전진 등과 함께 프로그램에서 하차하였다. 이들의 후임으로는 개그우먼 안선영이 투입되었다.
프로그램 초반부터 메인 연출을 맡았던 프리랜서 PD 최성인은 제작사 휴먼컴으로 자리를 옮기면서 하차하였고, 그 자리는 김용재 PD가 이어받았다. 아울러 1부의 기존 진행자들이 교체되면서 이휘재, 유재석, 송은이 등이 공동 진행자로 투입되었으나, 이러한 개편 이후에도 시청률 회복에 실패하면서 프로그램은 개편 3개월 만에 종영되었다.
한편, 프로그램의 구성에 대해서는 《스포츠조선》 등 일부 언론으로부터 긍정적인 평가를 받기도 하였으나, 특정 연예인 홍보, 청소년 비행의 미화, 타 방송사 프로그램과의 유사성 등의 문제점이 지적되었다. 이로 인해 해당 프로그램은 2002년 경제정의실천시민연합 산하 ‘미디어워치’에 의해 '2002년의 나쁜 방송' 중 하나로 선정되었다.

## 결방
- 2002년 5월 4일 : SBS 스포츠 2002 프로야구 <롯데 VS 기아> 더블헤더 중계방송으로 인한 결방
- 2002년 6월 1일 : 2002년 FIFA 월드컵 <우루과이 VS 덴마크> 중계방송으로 인한 결방
- 2002년 6월 8일 : 2002년 FIFA 월드컵 <이탈리아 VS 크로아티아> 중계방송으로 인한 결방
- 2002년 6월 22일 : 월드컵 특집 편성으로 인한 결방
- 2002년 6월 29일 : 월드컵 특집 <그라운드의 태풍, 한국축구 파이팅!> 편성으로 인한 결방

## 종영 이후
2002년 7월부터 개편에 따라 매주 토요일 시간대에 《진기록 팡! 팡! 팡!》, 《코미디타운》, 《솔로몬의 선택》 등을 방송하였다.

## 타이틀 변천사
| 기수 | 타이틀           | 방송 기간                          |
| ---- | ---------------- | ---------------------------------- |
| 1기  | 기쁜 우리 토요일 | 1994년 2월 5일 ~ 2001년 3월 10일   |
| 2기  | 쇼! 무한탈출     | 2001년 3월 17일 ~ 2001년 4월 21일  |
| 3기  | 토요일은 즐거워  | 2001년 5월 5일 ~ 2002년 1월 12일   |
| 4기  | 토요일이 온다    | 2002년 1월 19일 ~ 2002년 7월 6일   |
| 5기  | 실제상황 토요일  | 2003년 11월 8일 ~ 2007년 1월 6일   |
| 6기  | 토요일이 좋다    | 2015년 10월 17일 ~ 2016년 8월 20일 |

## 특이 사항
- 원본 영상은 로스트 미디어가 되었기 때문이다.

## 같이 보기
- 목표달성! 토요일 (MBC)
- 토요대작전 (KBS 2TV)
- 쇼 여러분의 토요일 (KBS 2TV)

| SBS TV 토요일 저녁 6시대 프로그램 | SBS TV 토요일 저녁 6시대 프로그램 | SBS TV 토요일 저녁 6시대 프로그램 |
| 이전 작품                         | 작품명                            | 다음 작품                         |
| --------------------------------- | --------------------------------- | --------------------------------- |
| 토요일은 즐거워                   | 토요일이 온다                     | 코미디타운                        |
| SBS TV 토요일 저녁 7시대 프로그램 |                                   |                                   |
| 토요일은 즐거워                   | 토요일이 온다                     | 솔로몬의 선택                     |